# NHL 20
NHL 20 är ett ishockeyspel till Playstation 4 och Xbox One som är utvecklat av EA Vancouver och utgiven av EA Sports. Spelet släpptes 13 september 2019 som har Auston Matthews från Toronto Maple Leafs på omslaget, Elias Pettersson från Vancouver Canucks medverkar på omslaget i Sverige och i Finland medverkar Patrik Laine från Winnipeg Jets.

## Funktioner
NHL 20 introducerar nya spelarlägen som Squad Battles i Hockey Ultimate Team. NBC Sports kommentatorer ersätts med James Cybulski och Ray Ferraro, och NBC-formatet har ersatts med en generisk presentation och grafik. Dom har olika kändisgäster under matcherna som bland annat Drake och Snoop Dogg.